# (1930) Lucifer
(1930) Lucifer (1964 UA) – planetoida z pasa głównego asteroid okrążająca Słońce w ciągu 4,93 lat w średniej odległości 2,89 j.a. Odkryta 29 października 1964 roku.